# 會寧青年站
會寧青年站（韓語：회령청년역）是朝鮮民主主義人民共和國咸镜北道会宁市的一個鐵路車站，属于咸北线和會寧煤礦線。

## 邻近车站
咸北线
大德站 - 會寧青年站 - 金生站
會寧煤礦線
會寧青年站 - 永綏站